# Humberto Vargas Corrales
Humberto Vargas Corrales (San José, 15 de abril de 1960) es un ingeniero, abogado, empresario y político costarricense, diputado de la Asamblea Legislativa por la provincia de San José y miembro del Partido Unidad Social Cristiana. Es hijo del dirigente comunista Humberto Vargas Carbonell y de Pilar Corrales.

## Biografía
Nació en San José, el 15 de abril de 1960. Estudió ingeniería electromecánica en Ucrania, entonces Unión Soviética en 1970, donde asegura se desencantó del comunismo. Es licenciado en Derecho de la Universidad de Costa Rica, empresario industrial y agropecuario y tiene estudios en Historia y Periodismo. Miembro fundador del Partido Unidad Social Cristiana del cual fue presidente, ha sido diputado en dos ocasiones. Figura cercana al calderonismo, fue candidato a vicepresidente en la fórmula del PUSC acompañando a Luis Fishman Zonzinski en las elecciones de 2010. En 2016 fue señalado como en diputado con mayor cantidad de ausencias, lo cual justificó asegurando que no deseaba «oír tonteras» y que los diputados en Plenario se «robaban el salario».

## Denuncias de fraude
El exdiputado social cristiano se ha visto envuelto en una serie de denuncias por fraude con propiedades. La Fiscalía de Fraudes y Cibercrimen indicó que dentro de la causa 22-00069-1220-PE, existe una investigación en curso contra dos personas de apellidos Sequeira Calderón y Vargas Corrales por una denuncia interpuesta el 22 de febrero de 2022”.

## Noticias
https://www.crhoy.com/nacionales/ministerio-publico-investiga-a-exdiputado-del-pusc-por-presunto-fraude-con-propiedades/
https://www.crhoy.com/nacionales/investigan-compra-por-mas-de-70-millones-de-parque-empresarial-por-fondo-de-inversion-del-bcr/
https://www.nacion.com/el-pais/politica/exdiputado-humberto-vargas-rechaza-contestar/4DI7YF4MANGDNBHHDWTGZUPJ5Y/story/